# Guadiana

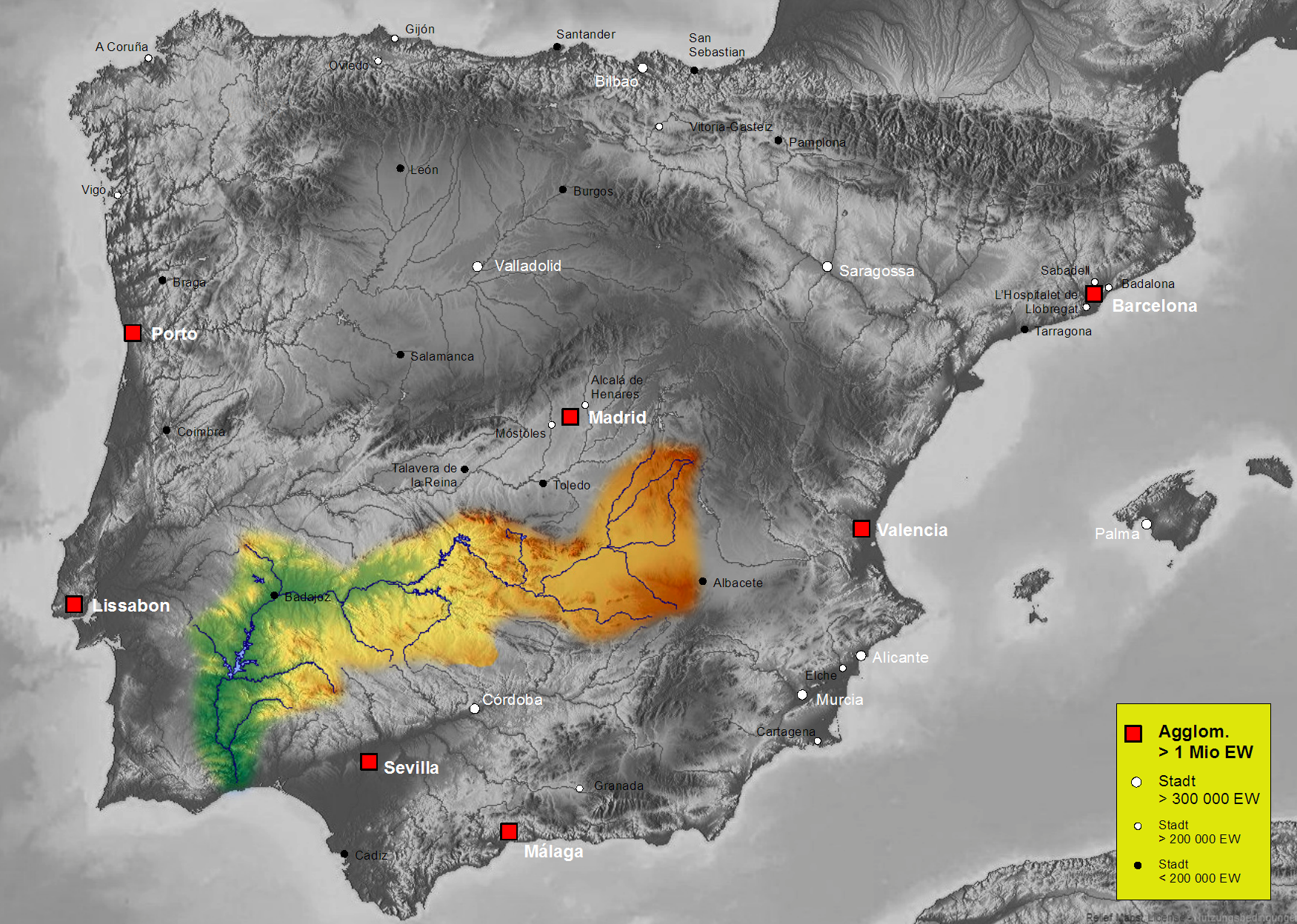
Wassereinzugsgebiet des Guadiana

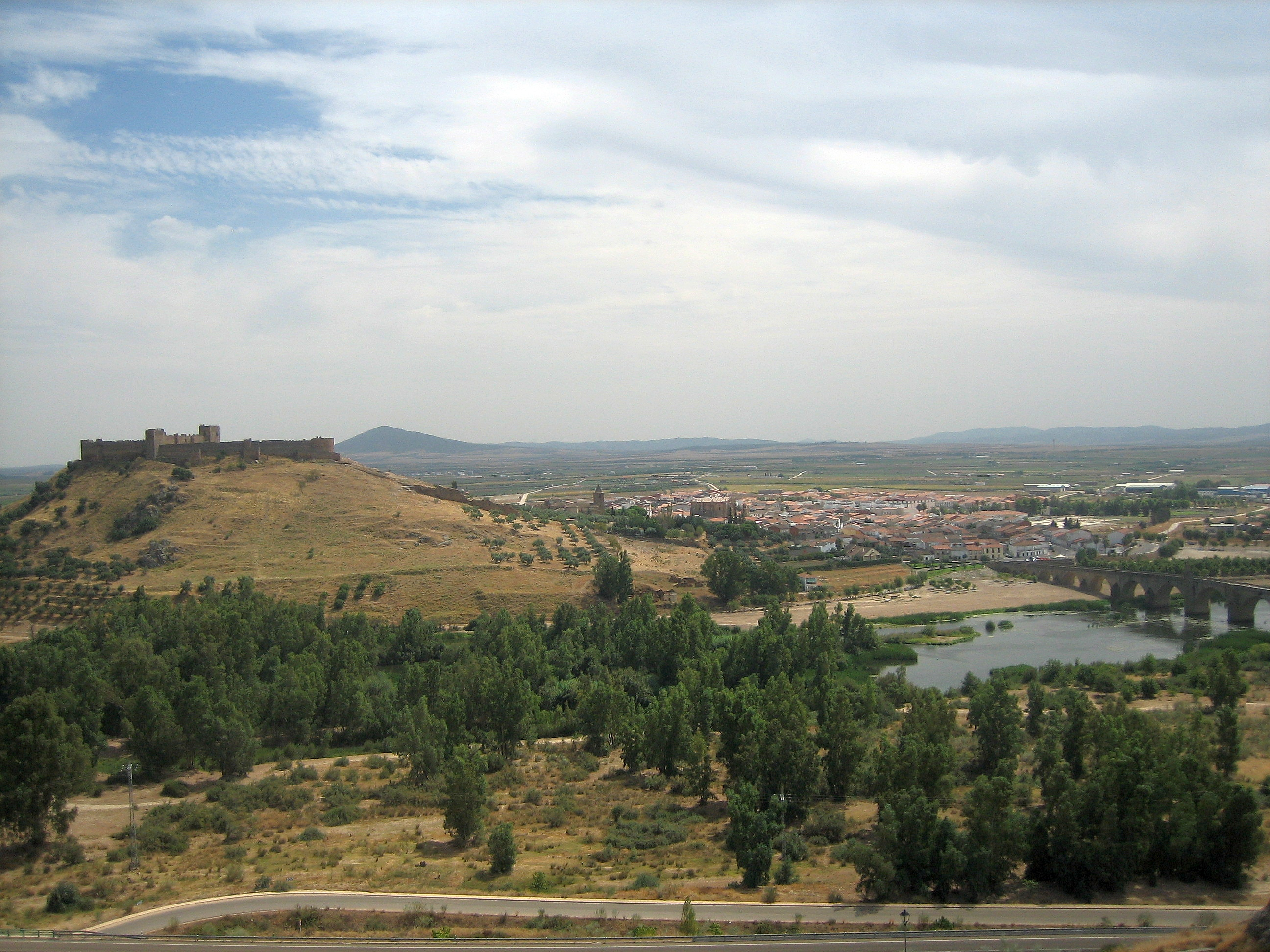
Río Guadiana bei Medellín

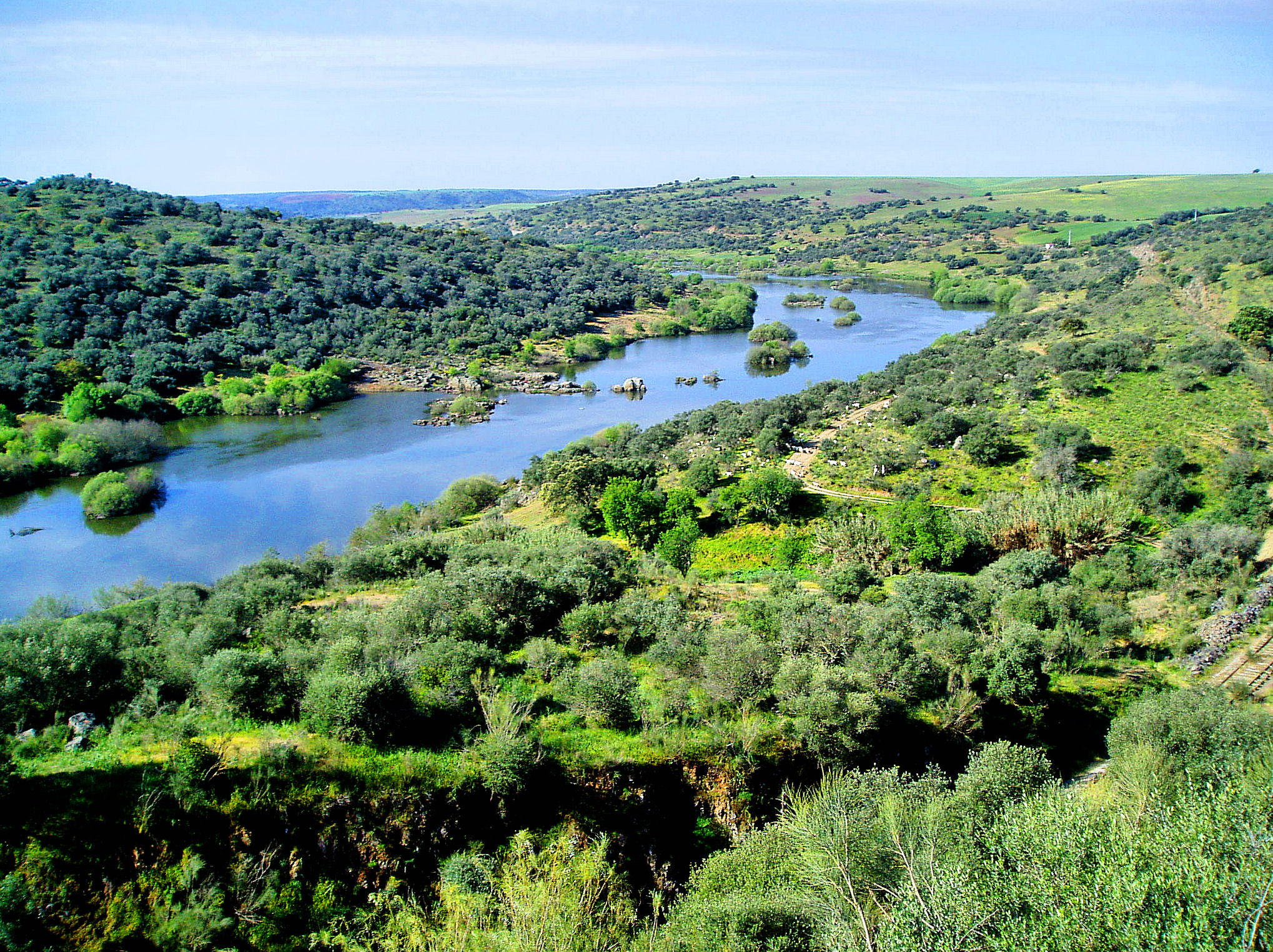
Río Guadiana bei Serpa, Portugal

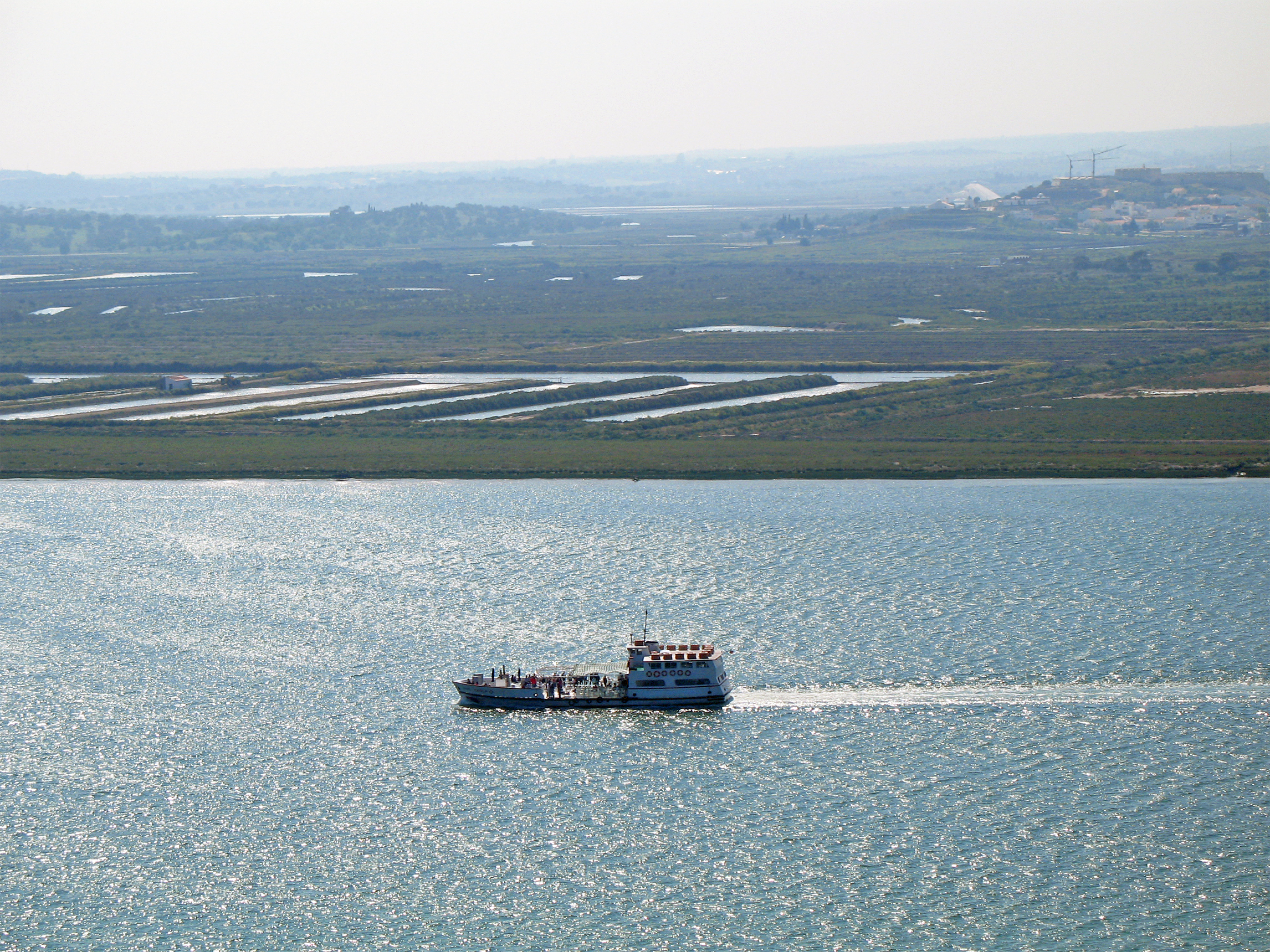
Río Guadiana bei Ayamonte, Spanien

Der Río Guadiana ist ein ca. 745 Kilometer langer Fluss auf der Iberischen Halbinsel, der durch Spanien und Portugal fließt und an zwei Flussabschnitten auch die Grenze zwischen den beiden Ländern bildet. Zu römischen Zeiten hieß der Fluss Anas, woraus die später hier siedelnden Araber وادي يانة / Wādī Yāna machten.

## Verlauf
Der Rio Guadiana entspringt in den Ojos del Guadiana nordöstlich von Ciudad Real in der gleichnamigen spanischen Provinz, Region Kastilien-La Mancha. Er fließt zunächst in vorwiegend westlicher Richtung, durchquert die Extremadura und wendet sich dann in Richtung Süden. Auf zwei Abschnitten ist er auch die Grenze zwischen Portugal und Spanien:
im Kreis Alandroal (Portugal; gegenüber in Spanien liegen die Orte oder Städte Olivenza, Alconchel, Cheles und Alconchel); außerdem in seinem Mündungsbereich.
Dazwischen durchfließt er den Südosten der portugiesischen Region Alentejo. Der Río Guadiana mündet bei Ayamonte (Andalusien, Spanien) bzw. Vila Real de Santo António (Algarve, Portugal) in den Golf von Cádiz, der zum Atlantischen Ozean gehört. Die größte Stadt am Rio Guadiana ist Badajoz (Spanien).

## Städte und Orte am Fluss
- Orellana la Vieja
- Medellín
- Mérida
- Badajoz
- Mértola, Portugal
- Ayamonte, Spanien
- Vila Real de Santo António, Portugal

## Nebenflüsse
| links - Ardila, 166 km - Azuer, 110 km - Chanza, 117 km - Jabalón, 161 km - Matachel, 132 km - Odeleite - Zújar, 214 km | rechts - Bullaque, 91 km - Cigüela, 155 km - Záncara, 167 km |

## Talsperren und Stauseen
Flussabwärts gesehen wird der Guadiana durch die folgenden Talsperren und Wasserkraftwerke aufgestaut:
| Talsperre      | Betreiber | Max. Leistung (MW) | Oberfläche (km²) | Volumen (Mio. m³) |
| -------------- | --------- | ------------------ | ---------------- | ----------------- |
| El Vicario     |           |                    | 9,30             | 32                |
| Cíjara         |           |                    | 65,65            | 1.505             |
| García de Sola |           |                    | 35,50            | 554               |
| Orellana       |           |                    | 50,84            | 808               |
| Alqueva        | EDP       | 520                | 250,00           | 4.150             |
| Pedrógão       | EDP       | 10                 | 11,04            | 106               |

## Guadiana Alto
Der Guadiana Alto oder Guadiana Viejo wird oft als Oberlauf des Guadiana betrachtet. Er entsteht durch den Zusammenfluss mehrerer Quellflüsse bei den Lagunas de Ruidera an der Grenze der Provinzen Albacete und Ciudad Real und versickert kurz darauf bei Argamasilla de Alba im Boden. Sein Wasser speist die rund 40 km westlich gelegenen eigentlichen Quellen des Guadiana, die Ojos del Guadiana.

## Geschichte
Nach der Rückeroberung (reconquista) Méridas durch Alfons IX. im Jahr 1230 bildete der Río Guadiana einige Jahre lang die Grenze zwischen christlicher und islamischer Einflusssphäre.

## Sehenswürdigkeiten
Besonders bemerkenswert ist die auf dem Nordufer des Río Guadiana gelegene und von den Römern gegründete Altstadt Mérida; sie wurde im Jahr 1993 in die Liste des UNESCO-Weltkulturerbes aufgenommen. Die auf dem Südufer des Flusses gelegene und von einer Burg (castillo) überragte Kleinstadt Medellín ist der Geburtsort von Hernán Cortés und Gonzalo de Sandoval, den Eroberern des Aztekenreichs.

## Legende der drei Hauptströme
Der Guadiana ist der südlichste der drei Hauptströme (neben Tajo und Duero), die von Spanien nach Portugal fließen. Einer Legende nach waren diese drei früher Flussgeister, die einen Wettlauf zum Atlantik bestreiten wollten. Vorher legten sie sich gemeinsam im Gebiet des heutigen Spaniens noch schlafen. Am nächsten Tag soll der Guadiana als erster Geist aufgewacht sein, wodurch er sich die schönste und ebenste Strecke aussuchen konnte. Der Tajo war schon später dran, doch als letztes wachte der Duero auf – er musste sich dann seinen Weg durch den steinigen Norden der Halbinsel bahnen, wodurch sein rauer Charakter erklärt wird.